# Spass (obwód wołogodzki)
Spass (ros. Спасс) – wieś w Rosji, w rejonie wołogodzkim obwodu wołogodzkiego. W 2010 r. liczyła 18 mieszkańców.